# Koszary w Osowcu

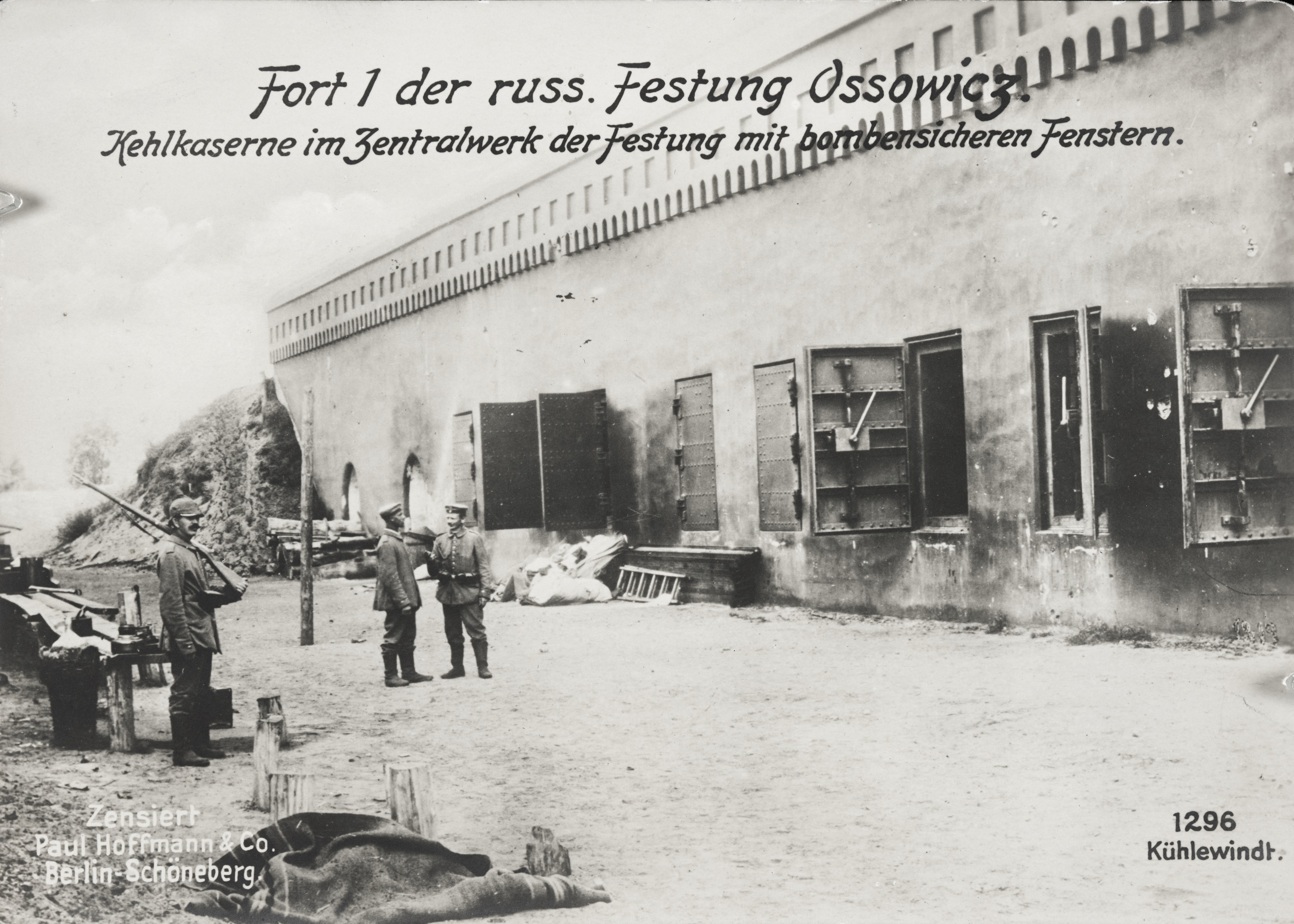
Fort I w rosyjskiej twierdzy Osowiec – z pancernymi zabezpieczeniami okien

Koszary w Osowcu – kompleks koszarowy znajdujący się na terenie garnizonu Osowiec.
Przed I wojną światową stacjonował tu rosyjski 61 pułk piechoty; w okresie II Rzeczypospolitej – 9 pułk strzelców konnych, pododdziały piechoty i Korpusu Ochrony Pogranicza, a po II wojnie światowej rozlokowane były (są) tam składnice materiałowe.

## Charakterystyka

### Koszary Białe
Koszary Białe w Osowcu położone były na tzw. placu Broni, na międzypolu fortów: I Centralnego i III Szwedzkiego,  na południe od zespołu dwóch głównych prochowni i na północny zachód od schronu dowodzenia twierdzy. Były to cztery porosyjskie budynki wykonane z substancji budowlanej powstałej w wyniku dodania pokruszonych cegieł do cementu. Stropy były drewniane, a dach kryty blachą. Prostopadle do nich, od strony wschodniej, ulokowano budynek kuchni. W latach 1915–1918 w koszarach mieścił się obóz przeznaczony dla uchodźców z okolicznych miejscowości. 
Po I wojnie światowej koszary przejęło Wojsko Polskie. Sumaryczna pojemność koszar w okresie międzywojennym wynosiła 1500 ludzi i 385 koni. W 1924 wprowadziła się do nich część pododdziałów reorganizującego się 9 pułku strzelców konnych. Początkowo w Osowcu kwaterowały: 3. i 4 szwadron oraz pluton łączności. Tam też znajdowały się magazyny uzbrojenia, intendenckie i mobilizacyjne pułku. Corocznie też uruchamiano pułkową szkołę podoficerską. W rozkazach dziennych zgrupowania te nazywano odpowiednio I i II dywizjonem. Do Osowca na pobyt czasowy przybywały też szwadrony z Grajewa, aby odbyć strzelania bojowe z ciężkich karabinów maszynowych.
Po powrocie z ćwiczeń letnich, 10 września 1925, nastąpiła zamiana: 4 szwadron przeszedł do koszar w Grajewie, a szwadron ciężkich karabinów maszynowych do Osowca. Kolejna zmiana nastąpiła w listopadzie 1933. Wtedy to szwadron ckm wrócił do Grajewa, a w jego miejsce do Osowca przeszedł 2 szwadron. Ostatnia zmiana miała miejsce 14 września 1936 – do Grajewa ubył pluton łączności.

Szwadrony stacjonujące w Osowcu prowadziły permanentny remont kwater. Wiosną 1926 żołnierze szkoły podoficerskiej doprowadzili do używalności zrujnowany budynek koszarowy. Pułk miał problemy tylko z prowizorycznymi stajniami, położonymi w pewnej odległości od koszar, a powstałymi w wyniku przebudowy działowni fortecznych.

W 1932 powstała nowa stajnia dla jednego szwadronu i magazyn materiału kwaterunkowego. W obrębie miasteczka wojskowego 11 lutego 1937 ukończono budowę sześciu domów FKW projektu Władysława Polkowskiego. Były to trzy domy oficerskie położone przy ul. 3 Maja i trzy podoficerskie przy ul. Piłsudskiego.
Z budynków żołnierskich i kuchni w Koszarach Białych w Osowcu pozostały (2019) jedynie ściany, gęsto obrośnięte zielenią, a po o stajniach – zarysy fundamentów, bloki FKW nie istnieją.

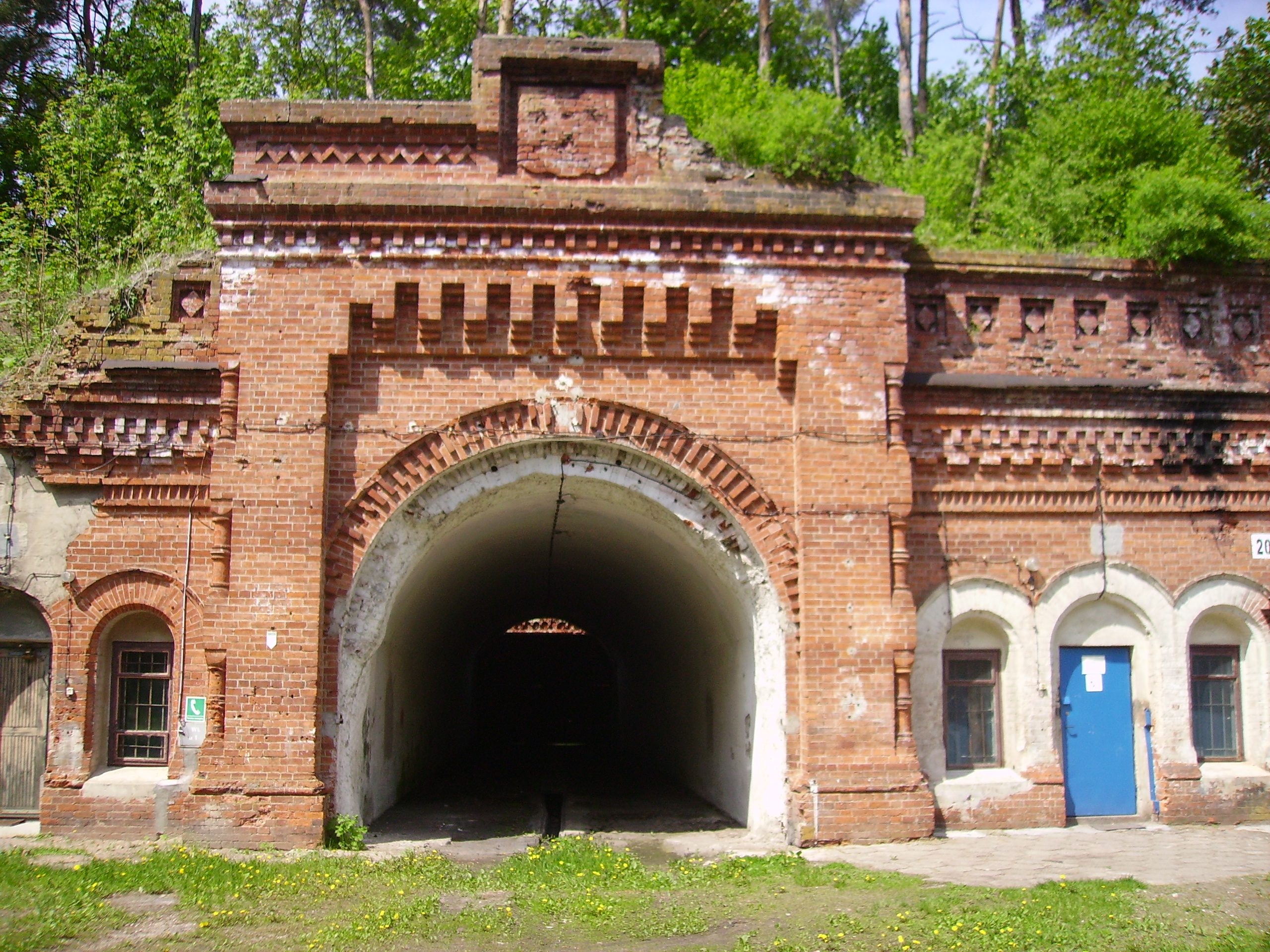
Twierdza Osowiec, Fort I – brama wjazdowa
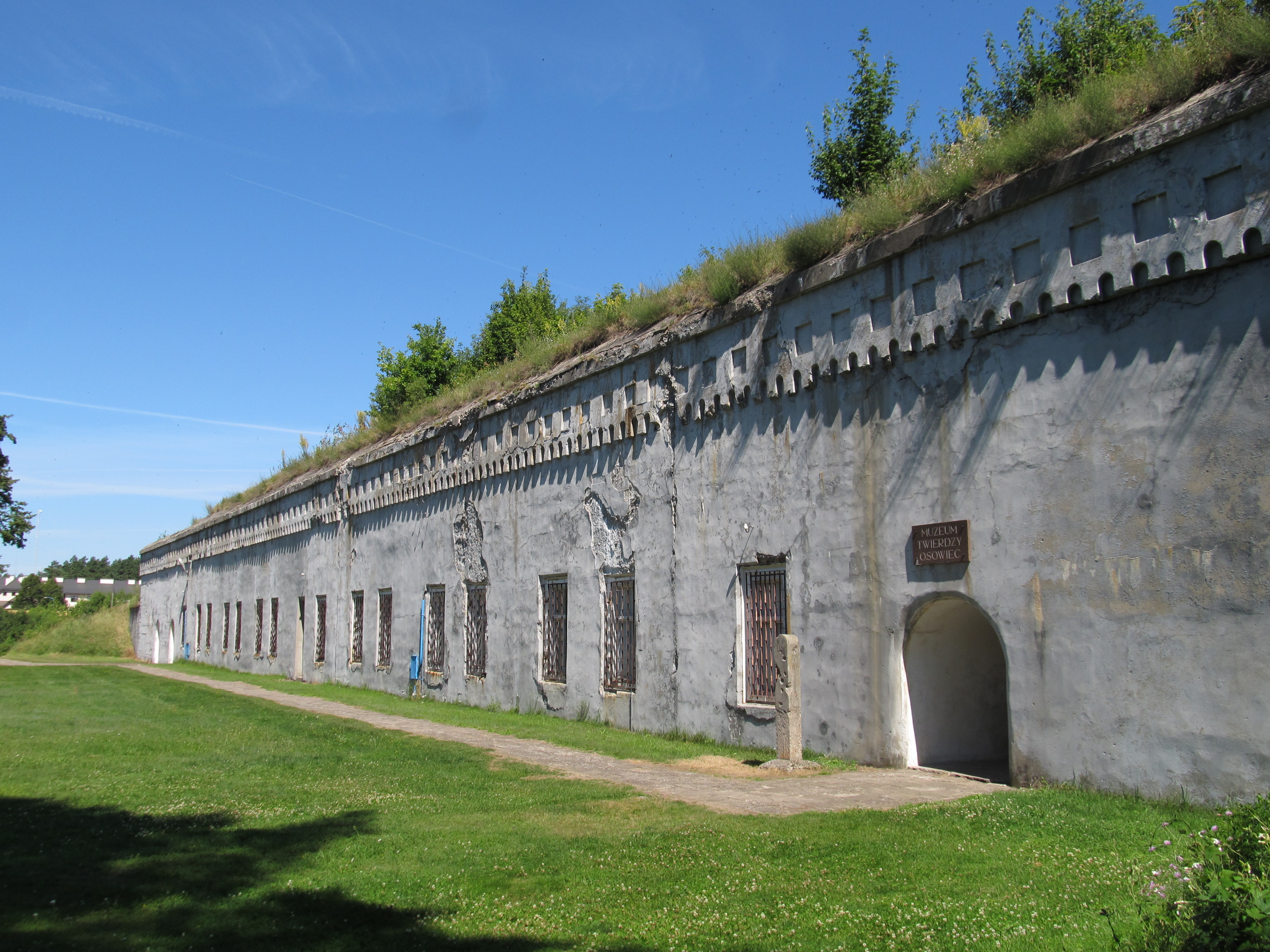
Twierdza Osowiec, muzeum
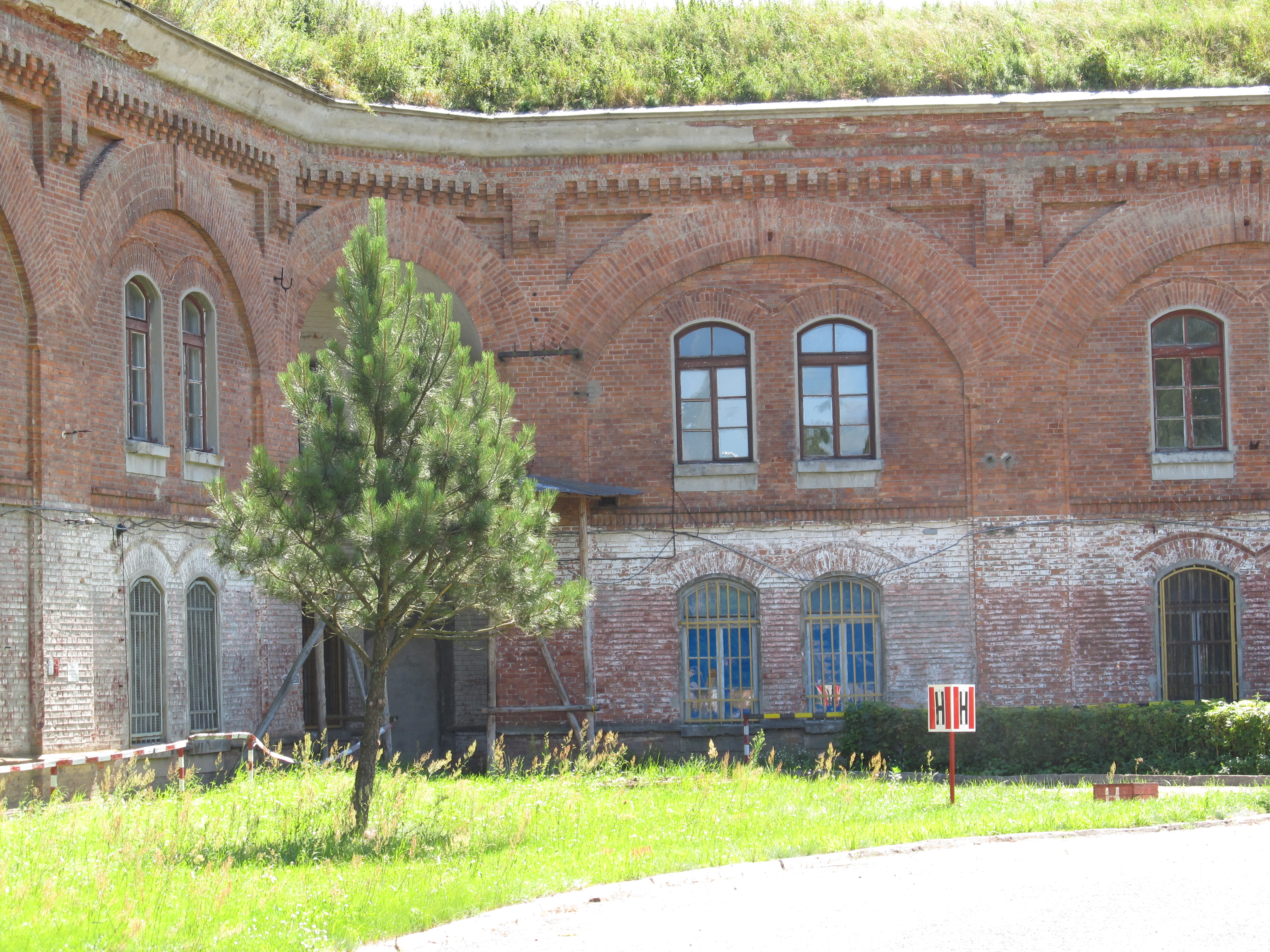
Budynki koszarowe i gospodarcze
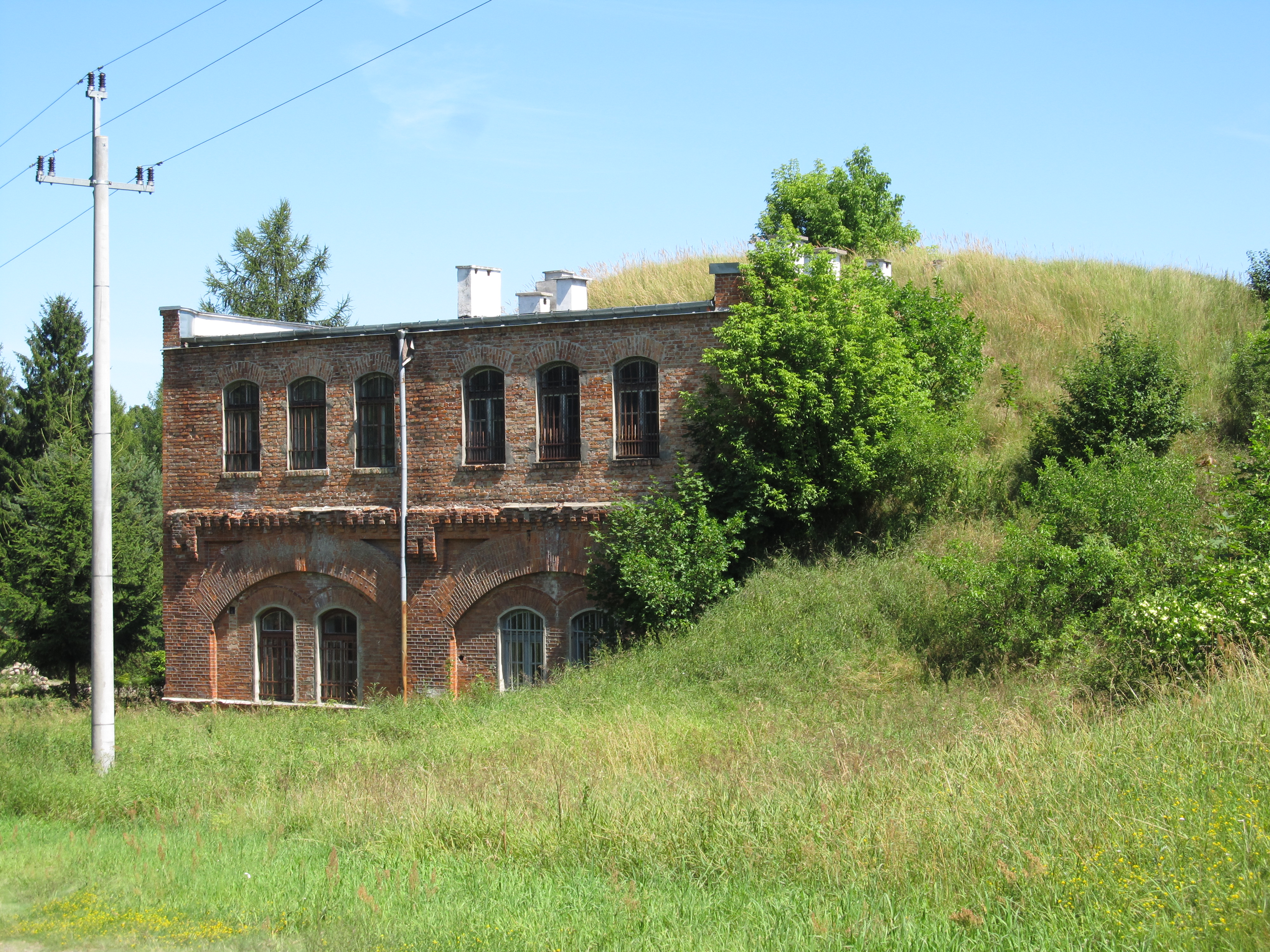
Budynki koszarowe i gospodarcze
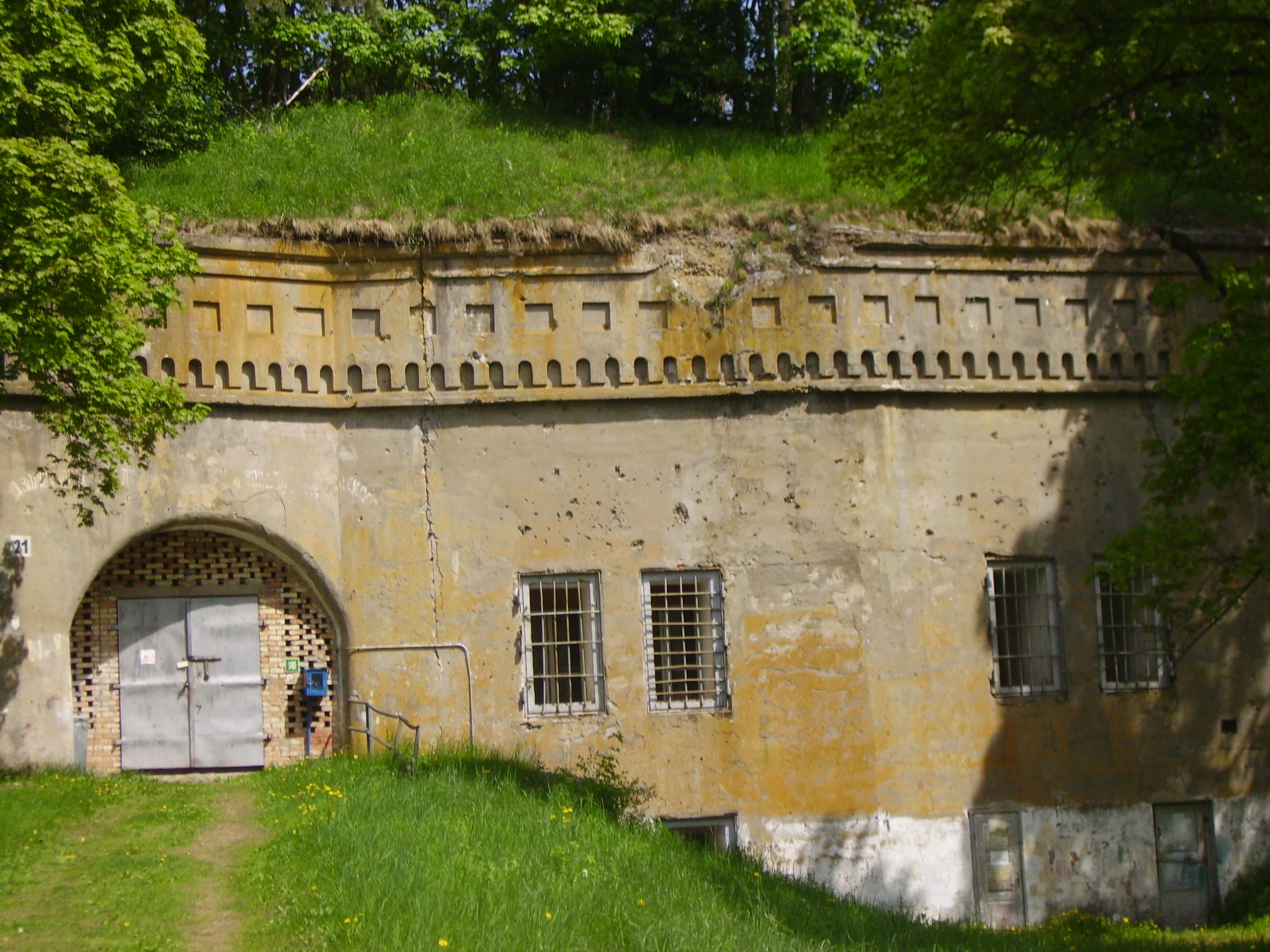
Twierdza Osowiec, szpital wojskowy z 1890

### Inne obiekty koszarowe
Na terenie Twierdzy Osowiec w okresie II Rzeczypospolitej funkcjonował w latach 1928–1930 batalion szkolny Korpusu Ochrony Pogranicza. W 1930 batalion przeorganizowany został w Centralną Szkołę Podoficerów KOP. Jesienią 1937, w twierdzy Osowiec sformowana została bateria artylerii „Osowiec”. W czerwcu 1939 na bazie baterii utworzono dywizjon artylerii lekkiej KOP „Osowiec”.
Po II wojnie światowej obiekty twierdzy nadal wykorzystywało Wojsko Polskie. Funkcjonowała tam między innymi 11 Składnica Amunicji. Obecnie (2024) w twierdzy znajduje się Skład Osowiec podległy 2 Regionalnej Bazie Logistycznej.